# Euproctis discipuncta
Euproctis discipuncta är en fjärilsart som beskrevs av Holland 1893. Euproctis discipuncta ingår i släktet Euproctis och familjen tofsspinnare. Inga underarter finns listade i Catalogue of Life.